# Качкиново (Татарстан)
Качки́ново (тат. Качкын) — деревня в Актанышском районе Республики Татарстан. Административный центр Усинского сельского поселения.

## Этимология
Топоним произошёл от татарского слова «качкын» (беглец).

## География
Деревня находится в Восточном Закамье на реке Базяна, в 33 км к юго-западу от районного центра — села Актаныш.
Вдоль деревни проходит автомобильная дорога федерального значения М7 «Волга». 

## История
Деревня была основана в XVII веке, известна с 1728 года. 
В 1870 году в деревне было 80 дворов, действовали мечеть и училище, работала ветряная мельница. 

## Население
| 1795 | 1816 | 1834 | 1870 | 1897 | 1913 | 1920 | 1926 | 1938 | 1949 | 1958 | 1970 | 1979 | 1989 | 2002 | 2010 | 2015 |
| ---- | ---- | ---- | ---- | ---- | ---- | ---- | ---- | ---- | ---- | ---- | ---- | ---- | ---- | ---- | ---- | ---- |
| 50   | 73   | 134  | 471  | 755  | 892  | 880  | 649  | 477  | 253  | 282  | 326  | 298  | 237  | 265  | 258  | 253  |

Национальный состав
Согласно результатам переписи 2002 года, в национальной структуре населения села татары составляли 100%.

### Комментарии
1. ↑  Расстояние измерено с помощью инструментария Яндекс.Карты